# Saari (gemeente)

Wapen van Saari

Saari is een voormalige gemeente in de Finse provincie Zuid-Finland en in de Finse regio Zuid-Karelië. De gemeente heeft een totale oppervlakte van 167 km2 en telde 1434 inwoners in 2003.
In 2005 werd de gemeente bij Parikkala gevoegd.
Imatra · Lappeenranta · Lemi · Luumäki · Parikkala · Rautjärvi · Ruokolahti · Savitaipale · Taipalsaari
Voormalige gemeenten:
Joutseno · Lappee · Lauritsala · Nuijamaa · Saari · Simpele · Suomenniemi · Uukuniemi · Ylämaa